# Amalie Bock

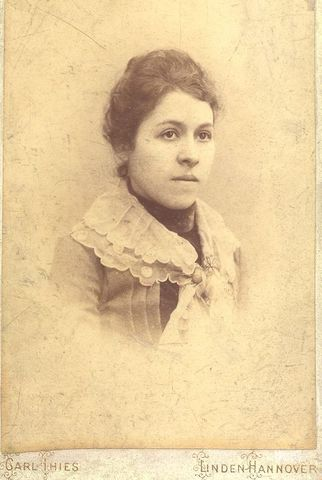
Carte de visite mit einem Brustbild der Amalie Bock;
Foto von Carl Thies, 1880er Jahre, Hannover-Linden

Amalie Bock oder Amália Bock oder Amalia Bock verheiratete Amalie Krenner (geboren um 1860 in Kassel als Georgina Wilhelmine Sophia Amalia Bock; gestorben am 29. März 1926 in Budapest) war eine deutsche Malerin und Landschaftsmalerin und Kunstpädagogin und Erfinderin.

## Leben
Amalie Bock war Familien-Mitglied einer alten Kunst- und Kulturschaffenden-Dynastie. Sie war die Schwester der Kinderbildnis-Malerin Auguste Bock.
Sie durchlief eine Ausbildung zur geprüften Zeichenlehrerin und gründete als selbständige Unternehmerin eine von ihr in Hannover auch geleitete Malschule.
Von September bis Oktober 1881 war Bock mit ihren Arbeiten in Kassel vertreten, wo sie die 39ste Kunstausstellung des Kasseler Kunstvereins beschickt hatte.
Ebenfalls im letzten Viertel des 19. Jahrhunderts entwarf die Malerin gemeinsam mit ihrer Schwester Auguste und der Künstlerin Ida von Kortzfleisch sowie den Kunstschaffenden Rudolf Hermanns und Heinrich Mittag für eine „Wohlthätigkeits-Vorstellung zum Besten des Clementinen-Hauses […] zehn Lebende Bilder.“
Noch unverheiratet, meldete „Frl. Amalie Bock“ im Jahr 1895 mit Wohnsitz im Haus Krausenstraße 15 in Hannover, beim Kaiserlichen Patentamt eine Erfindung an: Ihr „Zeichenrahmen, welcher auf einem mit Bohrungen versehenen Unterrahmen mittels Halteschrauben und verstellbaren Ständers in geneigte Lage zu bringen ist,“ erhielt seine Anmeldung zum Patent am 12. Juli 1895.
Im selben Jahr betrieb sie, nur wenige Häuser weiter unter der Adresse Krausenstraße 21 unter dem Dach des Hauses des Kaufmannes Theodor Rocholl, die von ihr geführte Malschule mit regelmäßigen nachmittäglichen Sprechzeiten an den Werktagen, in der sie als Landschaftsmalerin und selbständige Zeichenlehrerin tätig war, während ihre Schwester auf Porträt- und Genremalerei spezialisiert war.
Bald darauf siedelte Bock nach Ungarn über, wo sie in Budapest gemeinsam mit ihrem Ehemann, dem Schriftsteller, Maler und Hochschullehrer Viktor Tardos-Krenner im Jahr 1898 ihre Tochter Amália Krenner bekam, die ebenfalls Malerin wurde und 1926 den ungarischen Ingenieur und Maler Sándor Gánóczy heiratete.
Mit der ungarischen Schreibweise ihres Names als Bock Amália oder (Tardos-)Krennerné Bock Amália wurde Amalie Bock auch in Ungarn als Malerin bekannt. Im Jahr 1905 stellte sie im Nationalsalon Budapest zwei Ölgemälde aus.
Als ihre Schwester Auguste mitten im Ersten Weltkrieg 1917 in Hannover verstarb, inserierte Amalie im Hannoverschen Courier „in tiefer Trauer“ eine Todesanzeige für die Verstorbene, die am 10. Februar 1917 auf dem Engesohder Friedhof beigesetzt wurde.

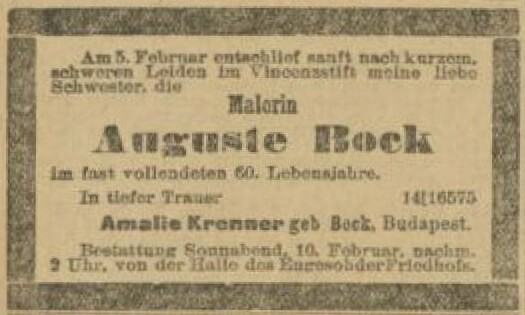
Todesanzeige von Amalie Krenner aus Budapest für ihre 1917 gestorbene Schwester Auguste Bock

Mindestens ein Porträt-Gemälde Amália Bocks findet sich im Besitz ihrer Enkelin in Budapest, der Malerin Mária Gánóczy.
Amalie Bock starb am 29. März 1926 – einen Tag vor der Hochzeit ihrer Tochter – im Alter von 66 Jahren in Budapest.